# Lars Niclas Nordqvist
Lars Niclas Nordqvist, född 29 juni 1808 i Brunflo socken, död 31 mars 1877 i Alfta socken, var en svensk orgelbyggare i Alfta. Var son till orgelbyggaren Eric Nordqvist, Nora.
Byggde under 1837–1865 omkring 15 orglar i Uppsala stifts norra del. Han arbetade som reparatör och orgelbyggare i Alfta socken.

## Biografi
Nordqvist föddes 29 juni 1808 i Brunflo. Han var son till orgelbyggaren Erik Nordqvist och Anna Kristina Söderström. Familjen flyttade 1809 till Nora. Nordqvist hade ingen examen i orgelbyggeri och han lärde sig troligtvis att bygga orglar av fadern Eric Nordqvist. 1828 blev han gesäll hos fadern i Kyrkbyn, Alfta. Nordqvist flyttade 1830 till Sunnanåker i Alfta.Nordqvist avled 31 mars 1877 i Alfta.

### Familj
Nordqvist gifte sig med Johanna Elisabeth Björkstrand (1809–1858). De fick tillsammans barnen Lars Gustaf Reinhold (1830–1831), Gustaf Florentin (född 1834), Albertina Christina Elisabeth (1836–1837) och Albertina Christina Elisabeth (1838–1838).

## Lista över orglar
| År   | Ursprunglig kyrka      | Stift      | Bild | Manualer | Pedal | Stämmor | Bevarad orgel/fasad | Övrigt        |
| ---- | ---------------------- | ---------- | ---- | -------- | ----- | ------- | ------------------- | ------------- |
| 1837 | Årsunda kyrka          | Uppsala    |      |          |       |         |                     | Ombyggnation. |
| 1839 | Jättendals kyrka       | Uppsala    |      |          |       |         |                     |               |
| 1841 | Segersta kyrka         | Uppsala    |      |          |       |         |                     |               |
| 1843 | Färila kyrka           | Uppsala    |      |          |       |         |                     |               |
| 1844 | Österfärnebo kyrka     | Uppsala    |      |          |       |         |                     |               |
| 1845 | Gnarps kyrka           | Uppsala    |      |          |       |         |                     |               |
| 1846 | Idenors kyrka          | Uppsala    |      |          |       |         |                     | Ombyggnation. |
| 1846 | Mo kyrka, Hälsingland  | Uppsala    |      |          |       |         |                     |               |
| 1849 | Östersunds gamla kyrka | Härnösands |      |          |       |         |                     |               |
| 1849 | Ytterhogdals kyrka     | Härnösands |      |          |       |         |                     |               |
| 1850 | Alsens kyrka           | Härnösands |      |          |       |         |                     |               |
| 1856 | Oslättfors kyrka       | Uppsala    |      |          |       |         |                     |               |
| 1856 | Hede kyrka, Härjedalen | Härnösands |      |          |       |         |                     |               |
| 1863 | Svegs kyrka            | Härnösands |      |          |       |         |                     |               |
| 1865 | Mörsils kyrka          | Härnösands |      |          |       |         |                     |               |
| 1867 | Kalls kyrka            | Härnösands |      |          |       |         |                     |               |

## Medarbetare
- Erik Nordin (född 1805). Han var snickargesäll hos Nordqvist.
- Per Malmström (född 1821):
- Erik Sjöblom (född 1817).
- 1840–1843 - Olof Hällgren (född 1816). Han var snickargesäll hos Nordqvist.
- 1856–1858 - Johan Petter Hallqvist (född 1823). Han var snickargesäll hos Nordqvist.
- 1840–1850, 1856–1858 - Daniel Björkstrand (1825–1917). Han var lärling 1840–1850 och orgelbyggargesäll 1856–1858 hos Nordqvist.